# Zglăvoacă
Zglăvoaca sau zglăvocul (Cottus gobio) este un pește dulcicol, de 6–10 cm lungime (maximal 20 cm), din familia cotidelor. Poate trăi 10 ani.

## Distribuția geografică
Este răspândit în centrul și nordul Europei, în bazinul Mării Baltice, Oceanului Arctic și al Mării Negre; spre răsărit nu trece de Urali.
În apele României, trăiește în toate râurile repezi de munte: Bistrița cu afluenți, Trotușul cu afluenți, Argeș, Dâmbovița, Olt, Jiu, Crișul Negru, Mureș, Sebeș, etc.,  coborând și până la Dunăre,  în regiunea hidrocentralei Porțile de Fier.
În Republica Moldova are o prezență fragmentară în albia Nistrului, unor afluenți și izvoarele din sectorul de mijloc al Nistrului (Naslavcea-Unguri).

## Habitatul și comportamentul
Este un pește de apă dulce, trăind în apele curate repezi de munte cu fundul pietros sau nisipos sau acoperit cu bolovani. Felul de viață este bentonic; peștele trăiește mai mult izolat, stă ascuns mai tot timpul sub pietre mari pândind prada și rareori înoată, fiind mai mult sedentar.

## Descrierea
Corpul alungit și gros este cilindro-conic, aproape rotund în partea anterioară și ușor comprimat posterior. Linia laterală este completă, mergând pe mijlocul flancurilor și ajunge până la baza înotătoarei caudale. Capul este mare, aplatizat și gros. Gura terminală, destul de largă, ajungând până sub ochi; fălcile și vomerul sunt prevăzute cu serii de dinți foarte fini. Falca inferioară este puțin mai scurtă. Botul scurt și rotunjit. Ochii sunt de mărime mijlocie, privind în sus. Capul și corpul sunt lipsite de solzi; rareori, sub înotătoarele pectorale, se găsesc solzi izolați.
Preoperculul are un spin în parte posterosuperioară, puternic, întors în sus; sub acesta, deseori, se mai găsește un altul, mai mic și ascuns sub piele. Suboperculul are și el un țep, dar mai mic, care este ascuns în piele și îndreptat înainte.
Cele două înotătoare dorsale sunt foarte apropiate, chiar unite la bază printr-o mică cută tegumentară. A doua înotătoare dorsale este considerabil mai înaltă și mai lungă ca prima înotătoare dorsală. A doua înotătoare dorsală e mai lungă și înaltă decât înotătoarea anală. Înotătoarea anală este opusă celei de a doua înotătoare dorsală. Înotătoarele pectorale sunt mari și largi, în formă de evantai, atingând începutul înotătoarei anale. Înotătoarele ventrale înguste, scurte, fără a atinge anusul. Înotătoarea caudală ușor rotunjită la vârf.

## Colorația
Colorația corpului, deasupra, este cafenie-cenușie, cenușie-brună sau brună-verzuie. Laturile cu pete neclare și 3-5 benzi largi transversale întunecate, care formează un desen marmorat divers. Abdomenul este cenușiu-deschis până la alb. Toate înotătoarele, în afară de înotătoarele ventrale, au mici pete transversale brune, așezate în serie.  Înotătoarea ventrală este albicioasă, câteodată cu pete cenușii, neregulate; liniile transversale de pe această înotătoare lipsesc.

## Dimorfismul sexual
Masculii au botul mai larg și înotătoarele ventrale mai lungi ca la femele. Colorația masculilor este, în general, mai închisă ca a femelelor, observându-se deseori și pete cafenii pe burtă.

## Hrana
Foarte lacom, se hrănește cu nevertebrate bentonice, icre și larve de amfibieni (broaște), peștișori tineri și icre de alte specii de pești, dar mai ales de păstrăv, din care cauză este socotit ca un element nedorit acolo unde trăiesc aceștia. Dintre nevertebrate preferă crustacee (mai ales lătăuși), larve de insecte (efemeroptere, trihoptere, plecoptere, chironomide, diptere etc.), hirudinee (lipitoare), și moluște. La rândul său, este mâncat uneori de păstrăvi, mihalț și lostriță.

## Reproducerea

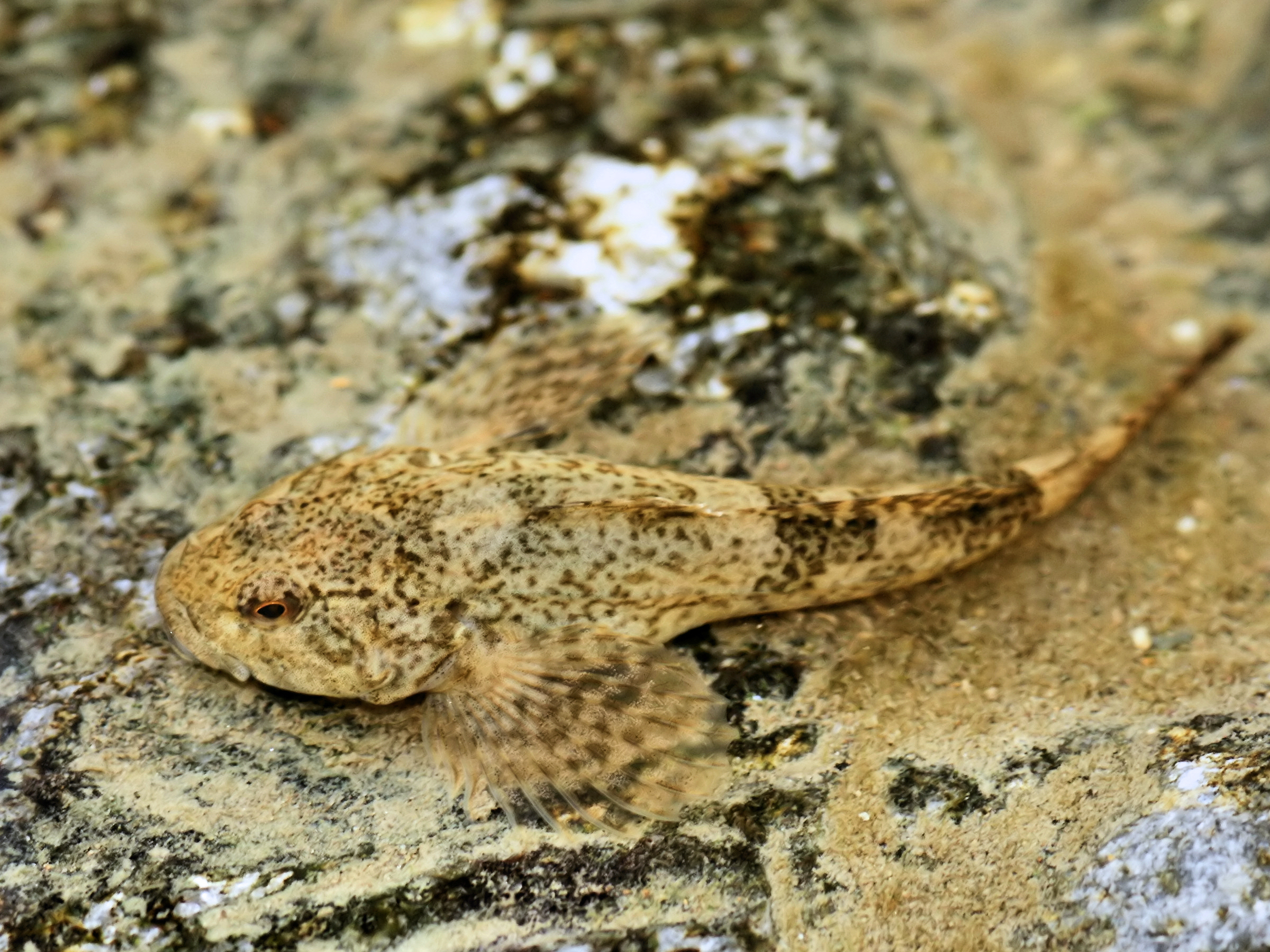

La vârsta de 2 ani, atinge maturitatea sexuală. Ponta are loc de la sfârșitul lui februarie, când temperatura apei crește peste 12°C, până în aprilie-mai. O femelă depune 100-1000 icre de 2,5–3 mm diametru, sub pietre sau într-o gropiță care este săpată în prundiș, în nisip sau pietriș de mascul cu aripioarele lui pectorale. Ecloziunea durează mai mult timp: după 4-5 săptămâni ies larvele, care sunt pelagice un timp îndelungat.
Masculii păzesc cu strășnicie ponta, fiind foarte agresivi în acest răstimp, apoi devenind canibali, mâncând icrele depuse de către femele.

## Importanța economică
Zglăvoaca are o importanță locală. Cantitățile pescuite  sunt mici. Pescuitul se face cu mâna pe sub pietre, de asemenea cu crâsnicul și uneori la gărduțul cu leasă; iarna, cu ostia. Carnea deși osoasă, este totuși dulce și gustoasă, și devine prin fierbere rozie, ca și a păstrăvului. Servește ca momeală la undiță pentru pescuitul păstrăvului. Aduce  daune pisciculturii, deoarece consumă icrele păstrăvului.